# Parafia Nawiedzenia Najświętszej Maryi Panny w Bukównie
Parafia Nawiedzenia Najświętszej Maryi Panny w Bukównie – jedna z 10 parafii rzymskokatolickich dekanatu przytyckiego diecezji radomskiej. 

## Historia
- Wiesław czy Wiślimir, biskup krakowski, ufundował ok. 1230 pierwotny kościół drewniany. Kolejny kościół także drewniany - pw. Nawiedzenia NMP - wzmiankowany jest w 1403. Pochodził on z fundacji Mikołaja, Łazarza i Władysława braci Goworków. Wtedy też prawdopodobnie została erygowania parafia w Bukównie. Kościół był rozbudowywany i przebudowywany w 1581 i w 1740. Obecny wygląd otrzymał po przeróbkach w XIX w. i powiększeniu w latach 1900–1903. Kościół jest orientowany, drewniany, konstrukcji zrębowej, oszalowany.
- W 1863 na miejscowym cmentarzu pochowano poległego w bitwie pod Jaworem Soleckim płk Dionizego Czachowskiego, dowódcę powstania styczniowego na województwo sandomierskie.

## Proboszczowie
- ks. Bolesław Sztobryn (1905-1912)
- ks. Jan Kwarciński (1945–1958)
- ks. Piotr Wysocki (1958–1958)
- ks. Antoni Morawiecki (1959–1969)
- ks. Edmund Marcinkiewicz (1969–1985)
- ks. Józef Suligowski (1985–1993)
- ks. kan. Stefan Roguś (1993–2010)
- ks. Jacenty Socha (2010–2018)
- ks. Piotr Waldemar Giemza (2018–nadal)

## Terytorium
- Do parafii należą: Bukówno, Czarnocin, Grabina, Grotki, Kozłów, Łukaszów, Młodynie Dolne, Młodynie Górne, Ocieść, Śliwiny, Żydy[1].

## Położenie na szlakach
Kościół w Bukównie jest jednym z sześciu obiektów w projekcie „Skarbiec Mazowiecki 2 szlaki turystyczne obiektów sakralnych w Warszawie i na Mazowszu - rozwój i komercjalizacja produktu”, które tworzą „pętlę radomską” na istniejącym już Szlaku drewnianej architektury sakralnej. Przed kościołem znajduje się tablica informacyjna.